# Phyllophaga praetermissa
Phyllophaga praetermissa är en skalbaggsart som beskrevs av Horn 1887. Phyllophaga praetermissa ingår i släktet Phyllophaga och familjen Melolonthidae. Inga underarter finns listade i Catalogue of Life.